# Сулимівська сільська рада (Роменський район)
Сулимі́вська сільська́ ра́да — колишній орган місцевого самоврядування в Роменському районі Сумської області. Адміністративний центр — село Сулими.

## Загальні відомості
- Населення ради: 834 особи (станом на 2001 рік)

## Населені пункти
Сільській раді підпорядковані населені пункти:
- с. Сулими
- с. Коновали

## Склад ради
Рада складається з 12 депутатів та голови.
- Голова ради: Оксак Микола Анатолійович
- Секретар ради: Могила Галина Михайлівна

### Керівний склад попередніх скликань
| Прізвище, ім'я, по батькові | Основні відомості                                                         | Дата обрання | Дата звільнення |
| --------------------------- | ------------------------------------------------------------------------- | ------------ | --------------- |
| Оксак Микола Анатолійович   | Сільський голова, 1962 року народження, освіта вища, безпартійний         | 26.03.2006   | 31.10.2010      |
| Оксак Микола Анатолійович   | Сільський голова, 1962 року народження, освіта вища, член Партії регіонів | 31.10.2010   |                 |

Примітка: таблиця складена за даними сайту Верховної Ради України